# 김승원 (농구 선수)
김승원(1989년 6월 2일 ~ )은 대한민국의 농구 선수이며 포지션은 센터이다.

## 아마 시절
전라북도 전주 출생이고 한때 전라남도 광양에서 잠시 유년기를 보낸 적이 있는 그는 전주고등학교 시절부터 주목받는 빅맨 자원이었다. 전주고등학교를 일약 최강으로 올려놓으면서 많은 주목을 받았고, 이후 좋은 빅맨 자원이 부족했던 연세대학교로 진학하게 된다. 연세대학교 시절 1학년때부터 팀의 핵심으로 활동하면서 연세대학교의 골밑을 책임졌다. 연세대학교 시절에는 이타적인 빅맨 플레이를 선보였고, 해가 갈수록 기량이 느는 모습을 보여줬다. 이후 경복고의 빅맨 김민욱까지 연세대학교에 합류해 연세대의 강력한 골밑 라인을 형성하는데 일익을 담당했다. 근데 그 김민욱과 트레이드 되었다. 연세대학교 농구부의 주장으로서 좋은 모습도 보였고, 국가대표에도 여러번 차출된 적이 있는 빅맨이었기 때문에, 이후 고양 오리온스에 3순위로 지명되었다.

## 고양 오리온 오리온스시절
2012-2013 시즌 신인드래프트에서 전체 3순위로 고양 오리온 오리온스에 지명되었다.
이후 골밑에서 리바운드와 수비를 강화할 목적으로 전태풍 등과 함께 4:4 트레이드로 부산 kt 소닉붐으로 이적했다. 오리온스로는 장재석, 임종일 등이 왔다.

## 부산 kt 소닉붐시절
이적 첫 해에는 팀에 적응하지 못하였으나, 2014-2015 시즌 들어서는 점차 출전 시간을 늘려나가며 적응하였다.
2014-2015시즌 종료 후 상무 농구단에 합격하였다.

## 부산 kt 소닉붐복귀
2017년 1월에 원소속팀인 부산 kt 소닉붐에 복귀하였다. 복귀 후 팀에 쏠쏠한 활약을 하였다.

## 안양 KGC인삼공사시절
2017년 11월 23일에 같은팀인 이재도와 함께 2:2트레이드로 안양 KGC인삼공사로 이적하였다. 오세근 외에는 믿을만한 빅맨이 없던 안양 KGC인삼공사에 트레이드되면서 출전시간을 얻고 있다.

## 출신학교
- 송천초등학교
- 전주남중학교
- 전주고등학교
- 연세대학교 체육교육학과